# Vetési konkoly
A konkoly vagy vetési konkoly (Agrostemma githago) a szegfűfélék családjába tartozó, 50–70 cm magas, eredetileg a Földközi-tenger nyugati vidékéről származó, de világszerte elterjedt vetési gyomnövény. Egyéves növény. A Soó Rezső és Kárpáti Zoltán által írt és 1968-ban kiadott Növényhatározó még „közönséges”-ként írta le, majd a mezőgazdaságban használt vegyszerezés hatására erősen megritkult, védetté vált. Az utóbbi években viszont ismét szaporodik. Egykor a takarmány közé keveredett mérgező magvak veszélyt jelentettek a háziállatokra, főleg a sertésre, baromfira. A kenyérgabonával keveredve komoly veszélyforrást jelentettek, mivel a sütés-főzés során a méreganyagok nem bomlottak le – 3-5 grammnyi lisztje már nyálkahártya-irritációt, fejfájást, görcsöket, keringési zavart, súlyosabb esetben fulladásos halált okozhat.

## Megjelenése, felépítése
Szára felálló. Keskeny levelei átellenesen állnak. Szára és levelei is selymesek a rásimuló szőrzettől.
Magányos virága 2–4 cm-es virágkocsányon nő. A párta 3 cm átmérőjű, öttagú, pirosas-bíboros színű. A csészelevelek hosszú, vékony, kihegyezett cimpái messze túlnyúlnak a szirmokon. Toktermésében rengeteg fekete, vese alakú mag fejlődik. Mivel a magok mérgezőek, a konkolyos lisztből sütött kenyér élvezhetetlen.

## Életmódja, élőhelye
A kalászosok ismert gyomnövénye (a búzavirággal, a pipaccsal és a szarkalábbal együtt).
Május és július között virágzik.

## Hatóanyagai
Triterpén-szaponinokat (főleg gitagozidot), orcialanin aminosavat, agrosztin fehérjét tartalmaz.

## Felhasználása
Minden része mérgező. Magjai a búzalisztbe keveredve azt élvezhetetlenné, nagyobb mennyiségben mérgezővé teszik. A mérgezés pontos mechanizmusa nem ismert. Sokáig kizárólag a konkoly triterpenoid szaponinjait („szapotoxinok”), például a gitagozidot (aglikonja a gypsogenin) tették felelőssé, amelyek kölcsönhatásba lépve a sejtmembránnal megváltoztatják annak permeabilitását. Újabban az agrosztin nevű, lektin-szerű fehérjét (az egyes típusú riboszóma-inaktiváló fehérjék, azaz a RIP1-ek közé tartozik) is felelőssé teszik a mérgező hatásért, mivel ezek a vízoldékony glikoproteinek jól ismertek citotoxikus hatásukról.
A népi gyógyászatban egykor bőrbetegségeket kezeltek, a homeopátiában gyomornyálkahártya-gyulladást kezelnek vele.[forrás?]
Emellett megemlítendő, hogy a vetési konkolynak pozitív allelopatikus hatása van a búzára nézve: konkoly jelenlétében a búza 20–50%-kal is nagyobbra nő.

## A kultúrában
Régen (a pipaccsal együtt) a termőföld virágaként tisztelték, a föld termékenységének jele volt. Ekképpen szerepel több mondában is.
Az Újszövetségben, Máté evangéliuma 13. fejezetében a 24-30, valamint 36-43 versekben is használja Jézus egyik példázatában. E példázat szerint a gabonanövények az igazak, a közöttük növekedő konkoly pedig a gonoszak, akik együtt nőnek az aratásig (utolsó ítéletig), csak akkor lesznek szétválogatva.

## Képek

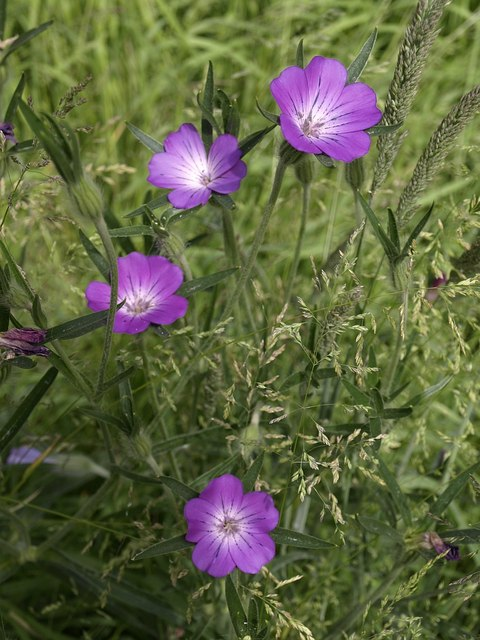
megjelenése
Termőhelyén búzavirággal és pipaccsal
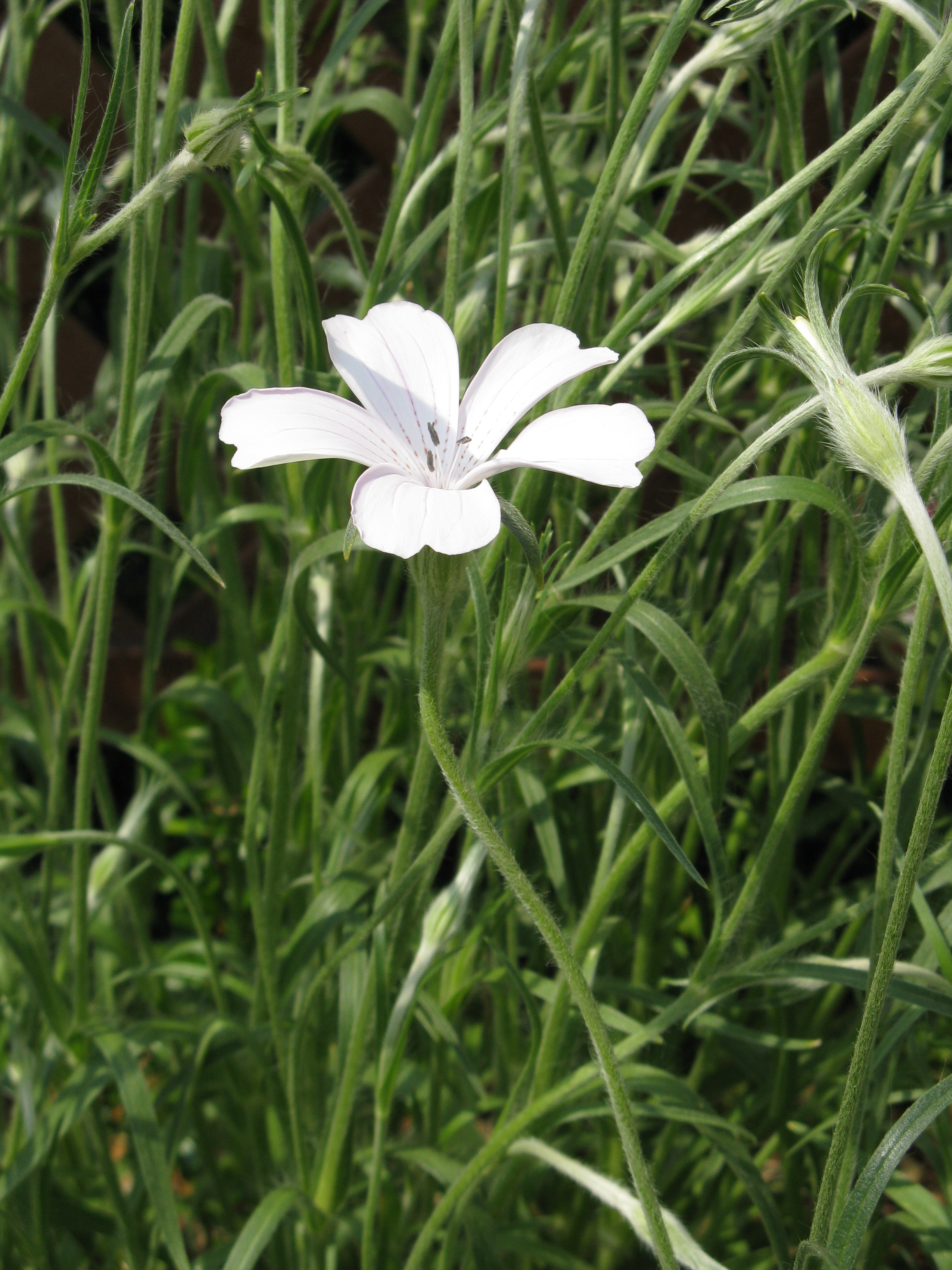
Fehér virágú 'Sakuragai' fajta
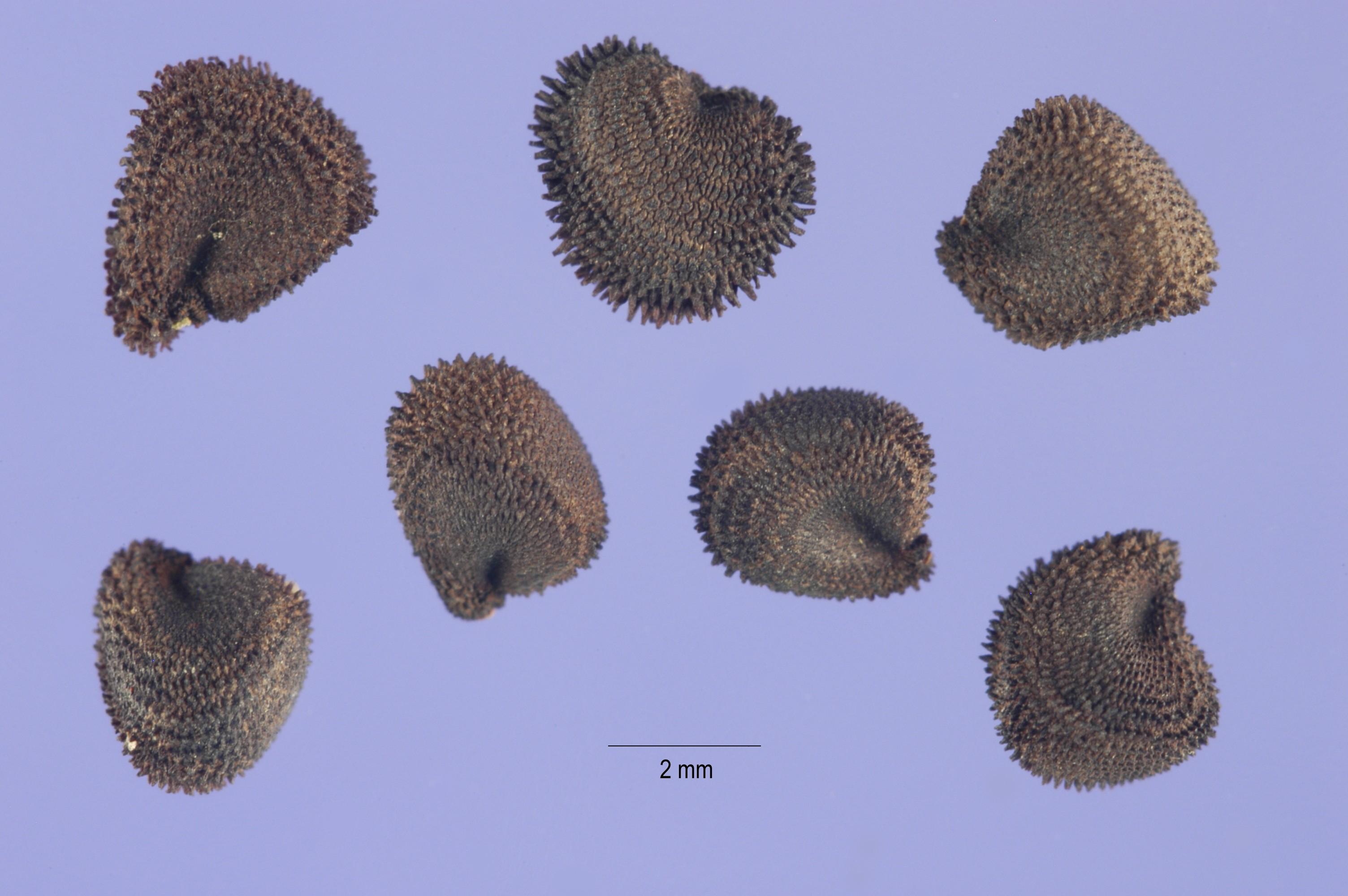
Magjai